# Autoportret (obraz Marcella Bacciarellego)
Autoportret – obraz olejny (autoportret) namalowany w 1790 przez włoskiego malarza Marcella Bacciarellego. Dzieło nadwornego malarza króla Stanisława Augusta znajduje się w zbiorach Muzeum Narodowego w Warszawie.
Replika „obrazu warszawskiego” pod tytułem Autoportret w stroju polskim – replika autorska znajduje się w Galerii Sztuki Polskiej XIX wieku w Sukiennicach (oddział Muzeum Narodowego w Krakowie).

## Opis
Autoportret powstał w 1790 u szczytu kariery Bacciarellego w czasie obrad Sejmu Czteroletniego (1788–1792), zwanego Wielkim. Malarz przedstawił się w płaszczu obszytym futrem i kwadratowej czapce konfederatce także obszytej futrem, będącej znakiem jego propolskiego patriotycznego nastawienia i poglądów. Miał przy tym pełne prawo do noszenia polskiego stroju szlacheckiego, jako że został nobilitowany przez króla. Lewa dłoń w geście retorycznym wydaje się zapraszać patrzącego do dyskusji.
Marcello Bacciarelli zawarł w portrecie własnym pogłębioną charakterystykę siebie jako artysty i człowieka, osiągając najwyższe mistrzostwo formy i indywidualnego charakteru.